# Železniční trať Chrudim–Borohrádek
Železniční trať Chrudim–Borohrádek spojuje Chrudim, Moravany, Holice a Borohrádek. Trať je v provozu od 26. září 1899. Část, na které je dosud provozována pravidelná osobní doprava, je v jízdním řádu pro cestující uvedena v tabulce pod číslem 016.

## Historie
Listina o koncesi byla vydána dne 26. května 1897 ke stavbě lokomotivní železnice ze stanice Heřmanův Městec privilegovanou společností Císařsko-královské státní dráhy přes Chrudim, Hrochův Týnec, Moravany a Holice do Borohrádku s odbočkou z Hrochova Týnce do Chrasti. Dráha postavili jako místní dráhu o standardním rozchodu.
Koncesionáři měli povinnost stavbu železnice zahájit ihned po obdržení stavebního povolení a nejdéle během dvou let stavbu dokončit. Na vystavěné dráze pak měla být zahájena pravidelná veřejná doprava.
Vyhláškou Ministerstva železnic ze dne 12. května 1899 se lhůta prodloužila do 31. srpna 1899.
Dráhu vlastnila „Místní dráha Chrudimsko-holická“ od září 1899 až do svého zestátnění 1.1.1925.
V roce 1900 byly podle tehdejšího jízdního řádu v provozu tyto stanice: Chrudim město, Úhřetice, Vejvanovice, Hrochův Týnec, Bořice, Moravany, Platenice, Roveň, Holice, Holice zast. a Borohrádek.
Roku 2020 byla srovnána se zemí staniční budova v obci Úhřetice, (nahrazena plechovou konstrukcí).[zdroj?]
Po roku 2021 se na trati začaly objevovat modernizované motorové vozy řady 810.[zdroj?]

## Provoz na trati
| rok | trať                              | počet vlaků |
| --- | --------------------------------- | --- |
| 1900 | 106 Heřman.Městec – Borohrádek    | 2 Sm |
| 1921 léto                                                                                               | 9 Heřmanův Městec – Borohrádek    | 3 Sm |
| 1925 léto                                                                                               | 156 Heřmanův Městec – Borohrádek  | 3 N |
| 1928/29 zima                                                                                            | 156 Heřmanův Městec – Borohrádek  | 3 Os Chrudim město – Borohrádek                                                                                       |
| 1928/29 zima                                                                                            | 155 Chrudim – Chrudim město       | 4 Os |
| 1931/32 zima                                                                                            | 156 Heřmanův Městec – Borohrádek  | 6 Os Chrudim město – Moravany, 8 Os Moravany – Holice, 6 Os Holice – Borohrádek                                       |
| 1931/32 zima                                                                                            | 155 Chrudim – Chrudim město       | 4 Os |
| 1937/38 zima                                                                                            | 155 Heřmanův Městec – Borohrádek  | 6 Os Chrudim město – Moravany, 7 Os Moravany – Borohrádek                                                             |
| 1937/38 zima                                                                                            | 158 Chrudim – Chrudim město       | 3 Os |
| 1944/45                                                                                                 | 501e Heřmanův Městec – Borohrádek | 4 Os |
| 1944/45                                                                                                 | 501g Chrudim-Chrudim město        | 2 Os |
| 1945/46                                                                                                 | 1h Heřmanův Městec – Borohrádek   | 6 Os Chrudim město – Moravany, 8 Os Moravany – Holice, 6 Os Holice – Borohrádek                                       |
| 1945/46                                                                                                 | 1e Chrudim – Chrudim město        | 2 Os |
| 1959/60                                                                                                 | 1h Heřmanův Městec – Borohrádek   | 9 Os Chrudim město – Hrochův Týnec, 11 Os Hrochův Týnec – Moravany, 12 Os Moravany – Holice, 9 Os Holice – Borohrádek |
| 1959/60                                                                                                 | 1e Chrudim – Chrudim město        | 4 Os |
| 1988/89                                                                                                 | 015 Heřmanův Městec – Borohrádek  | 11 Os Chrudim město – Moravany, 13 Os Moravany – Borohrádek                                                           |
| 1988/89                                                                                                 | 013 Chrudim – Chrudim město       | 8 Os |
| 2002/03                                                                                                 | 016 Chrudim – Borohrádek          | 10 Os Chrudim – Moravany, 13 Os Moravany – Borohrádek                                                                 |
| 2009/10                                                                                                 | 016 Chrudim – Borohrádek          | 10 Os Chrudim – Moravany, 16 Os Moravany – Holice, 5 Os Holice – Borohrádek                                           |
| 2013/14                                                                                                 | 016 Chrudim – Holice              | 9 Os Chrudim – Moravany, 16 Os Moravany – Holice, Holice – Borohrádek bez osobní dopravy                              |
| 2015/16                                                                                                 | 016 Chrudim – Borohrádek          | 8 Os Chrudim – Moravany, 15 Os Moravany – Holice, 6 Os Holice – Borohrádek                                            |
| 2017/18                                                                                                 | 016 Chrudim – Borohrádek          | 8 Os Chrudim – Moravany, 16 Os Moravany – Holice, 6 Os Holice – Borohrádek (jen do 10. června)                        |
| Vysvětlivky: Sm – smíšený vlak, N – nákladní vlak s přepravou osob, M – motorový vlak, Os – osobní vlak |                                   | |

## Rozsah provozu
Provozovatelem pravidelné osobní dopravy na této trati jsou České dráhy. V rámci tzv. optimalizace veřejné dopravy v Pardubickém kraji bylo po jednání se samosprávami rozhodnuto, že v úseku Holice–Borohrádek se osobní doprava zastaví a nahradí ji autobusovou linkou. OREDO pak skutečně pro období jízdního řádu 2012 (tj. od 11. prosince 2011) osobní dopravu v závazku veřejné služby v úseku Holice – hranice Pardubického kraje neobjednalo. To se změnilo 14. prosince 2014, kdy začal platit jízdní řád 2014/2015 a železniční provoz se na trati obnovil. Od 10. června 2018 je však pravidelná osobní doprava v tomto úseku opět zastavena.[zdroj?]

## Navazující tratě
- Chrudim
  - Trať 238 Havlíčkův Brod – Žďárec u Skutče – Chrast u Chrudimi – Chrudim – Pardubice-Rosice nad Labem
- Chrudim město
  - Trať Chrudim město – Heřmanův Městec bez osobní dopravy, naposledy uváděná jako trať 017
- Hrochův Týnec
  - zrušená trať Hrochův Týnec – Chrast u Chrudimi [5]
- Moravany
  - Trať 010 Česká Třebová – Ústí nad Orlicí – Choceň – Moravany – Pardubice hl. n. – Přelouč – Kolín
- Borohrádek
  - Trať 020 Velký Osek – Chlumec nad Cidlinou – Hradec Králové hl. n. – Týniště nad Orlicí – Borohrádek – Choceň

## Stanice a zastávky

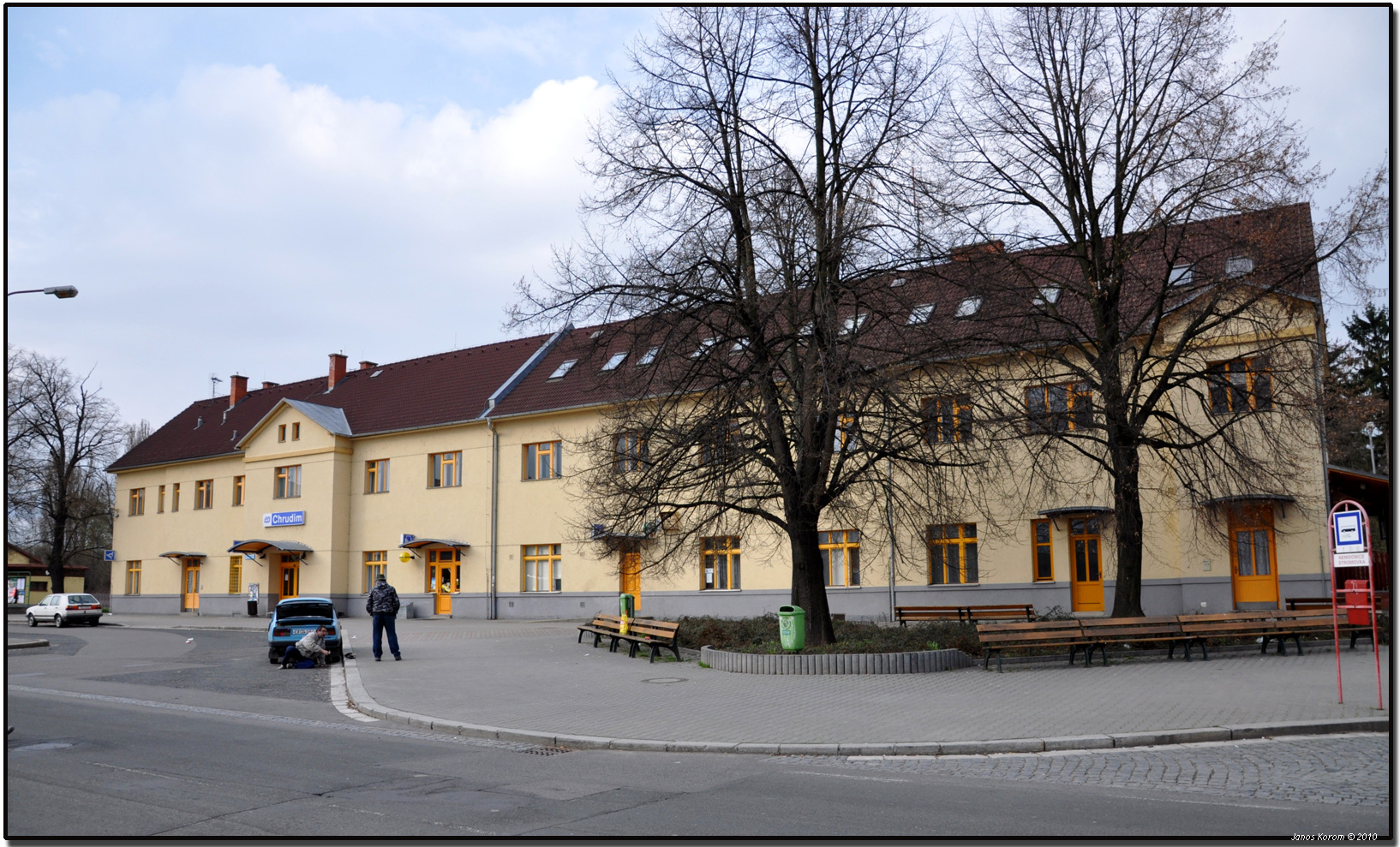
Chrudim
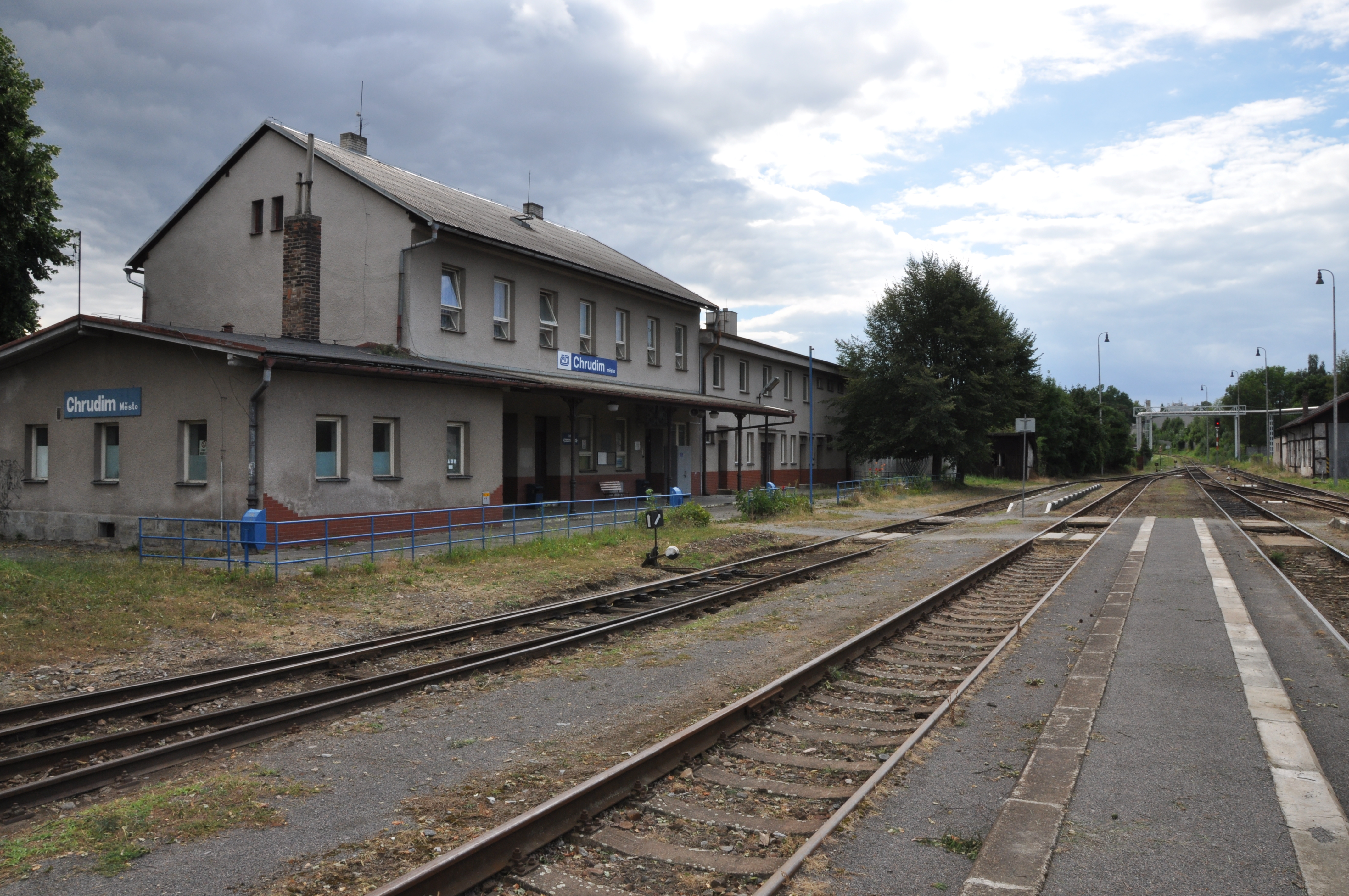
Chrudim město
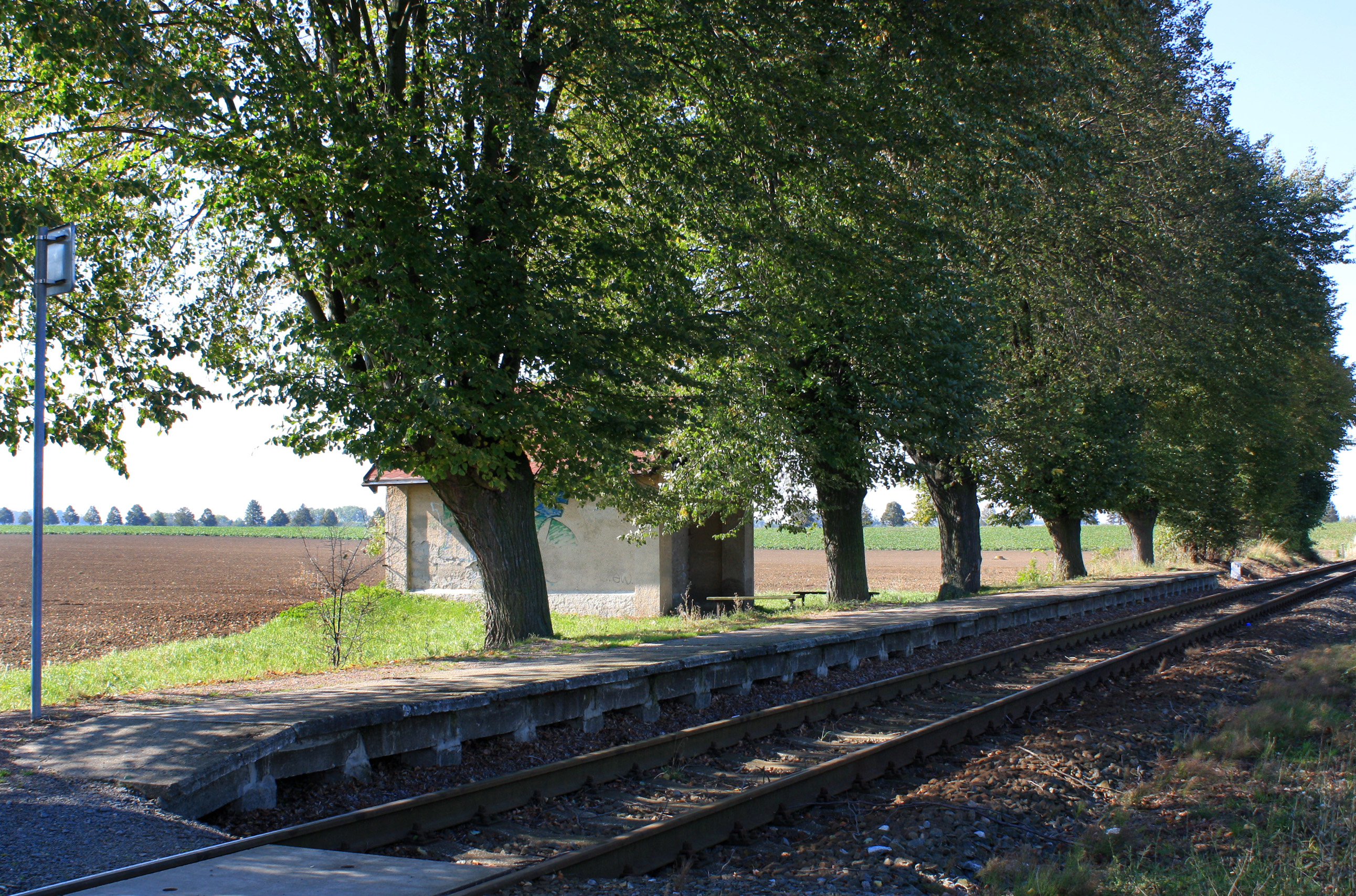
Vejvanovice
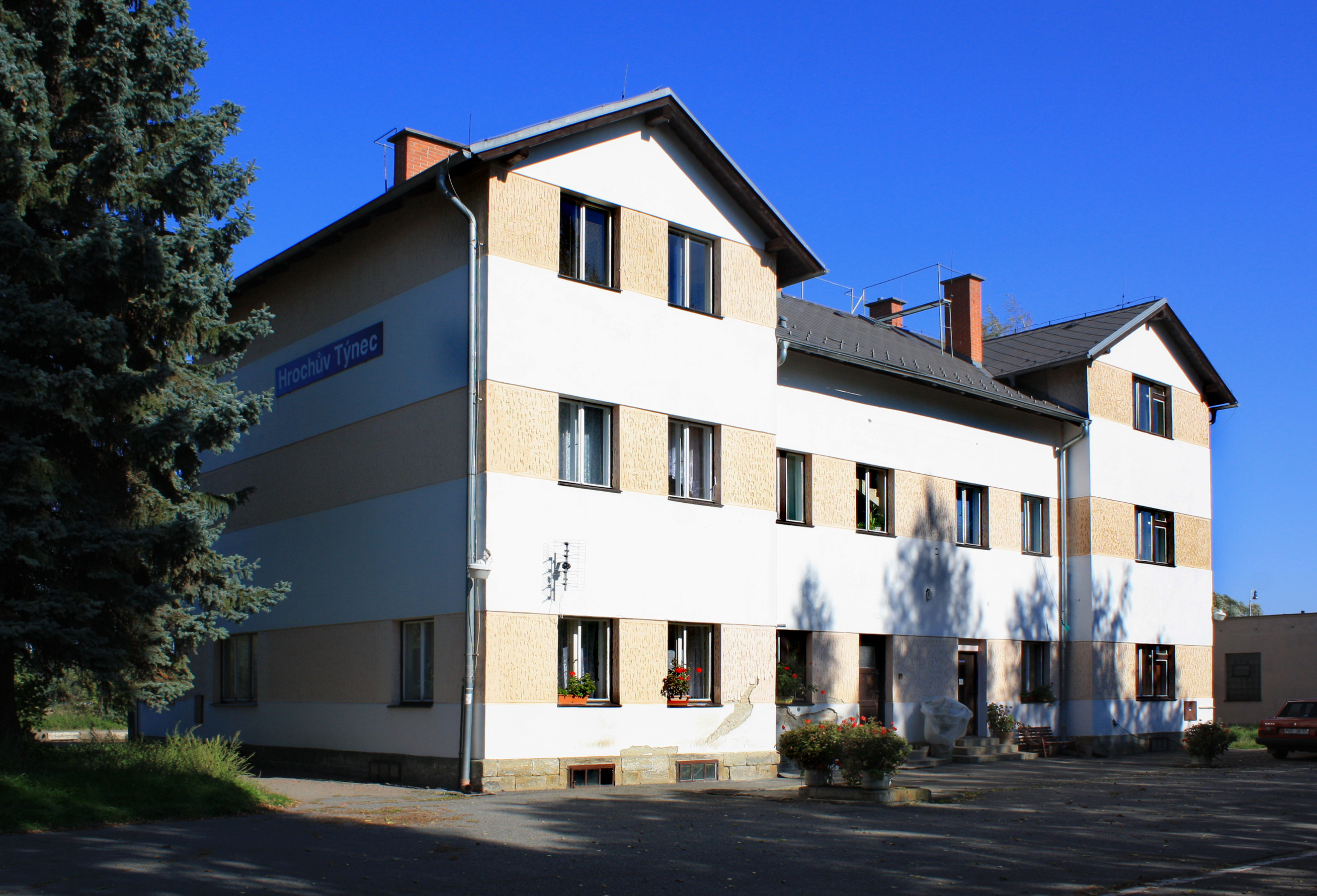
Hrochův Týnec
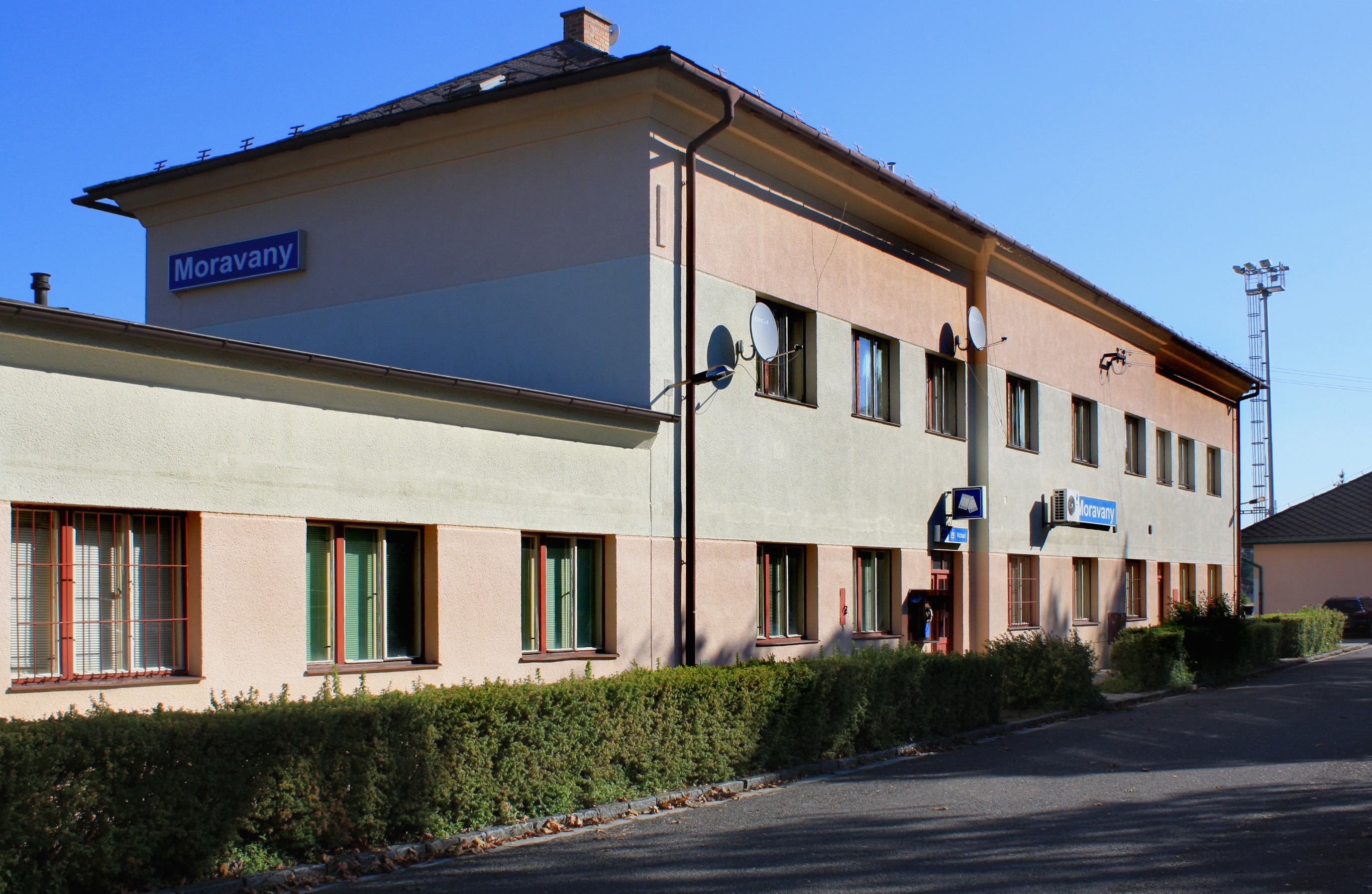
Moravany
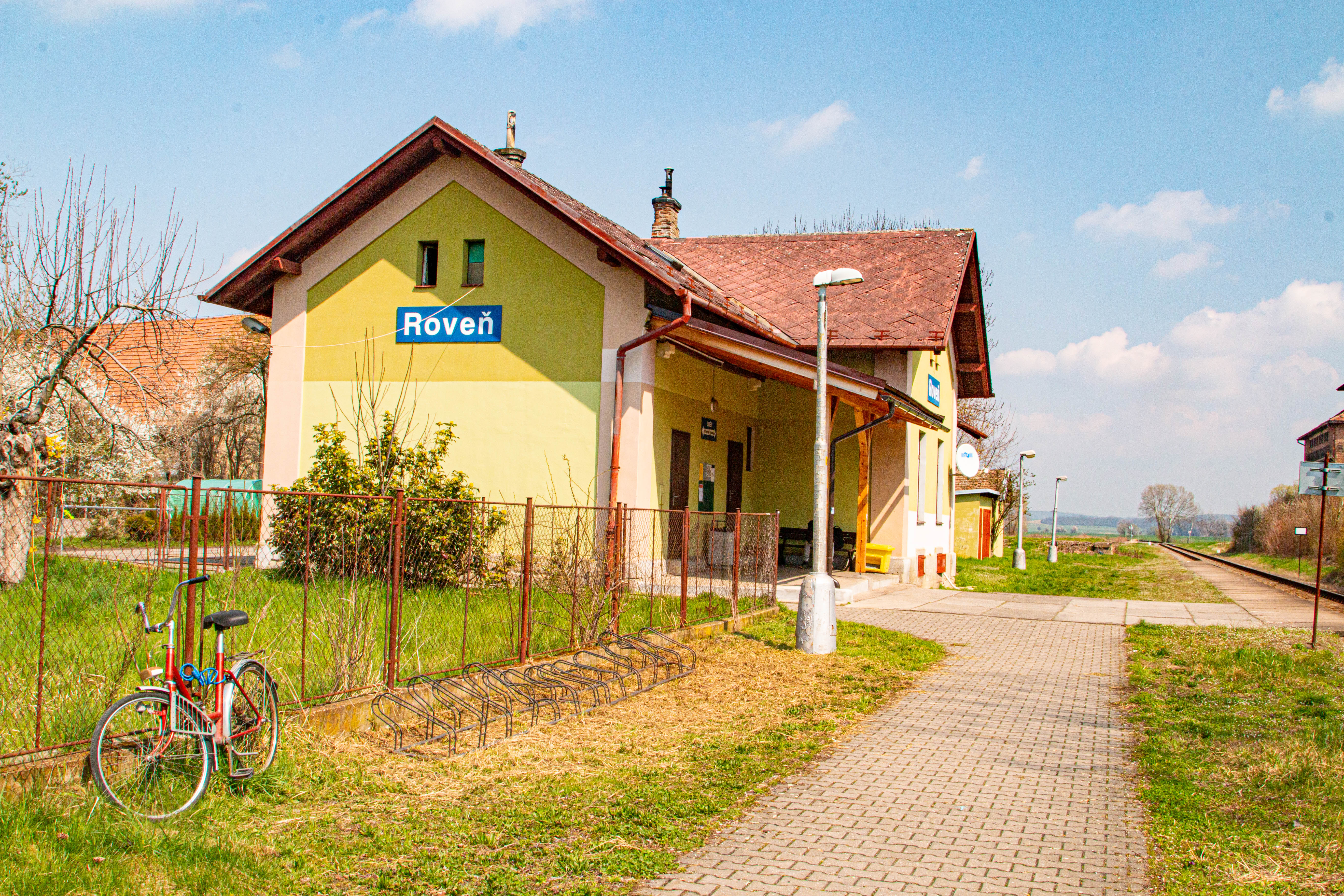
Roveň
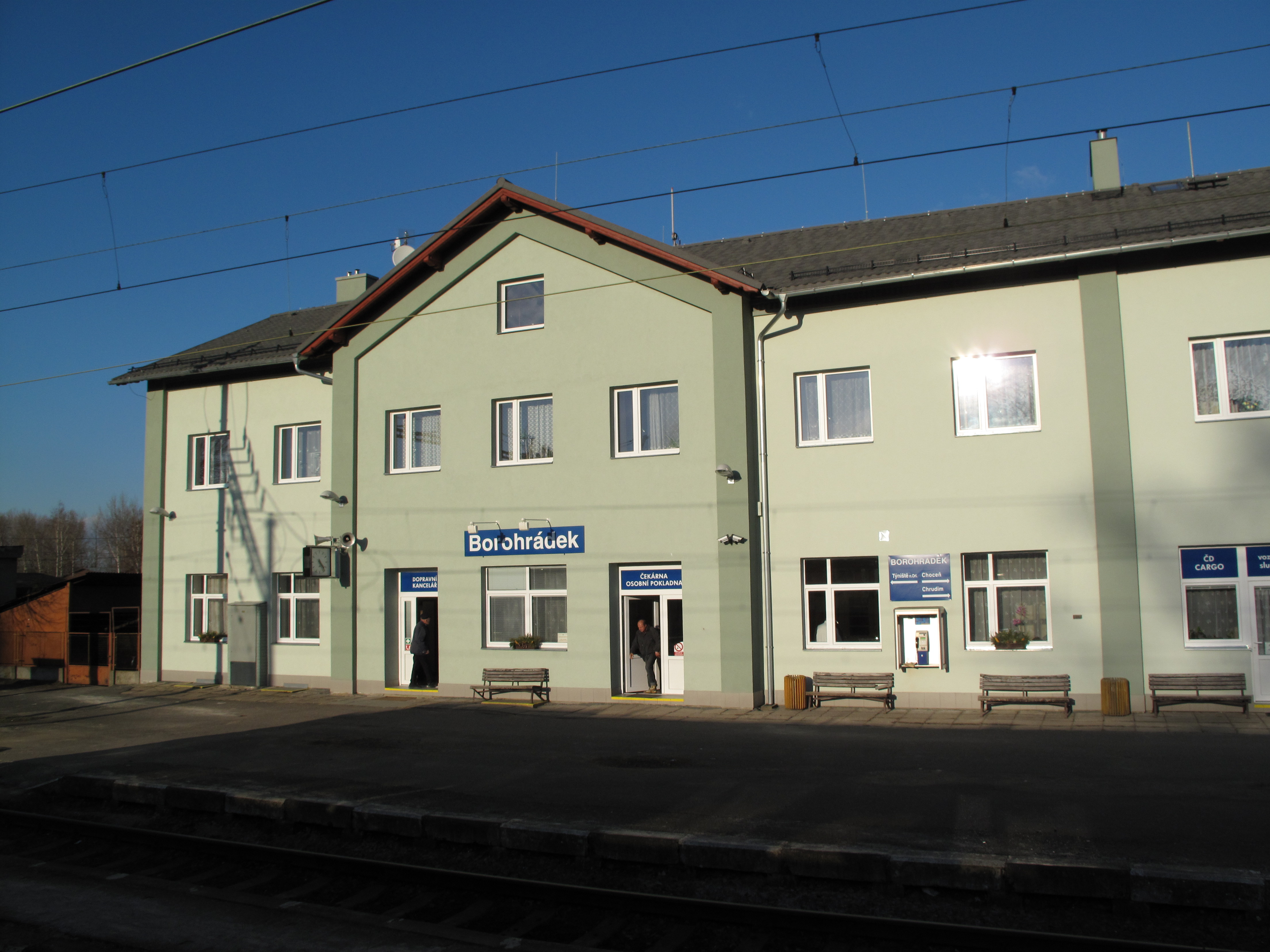
Borohrádek